# The Ladybug Transistor (альбом)
The Ladybug Transistor — пятый студийный альбом американской инди-рок группы The Ladybug Transistor из Бруклина (Нью-Йорк). Он был выпущен 7 октября 2003 года на лейбле Merge Records.

## История
Четвёртый альбом Ladybug Transistor — первый, записанный группой за пределами собственной студии Marlborough Farms. Они собрали вещи и уехали в Аризону, чтобы поработать с продюсером Calexico Крейгом Шумахером. В композициях альбома в полной мере проявились все лучшие стороны группы: трепетный баритон сына Хейзлвуда Гэри Олсона; прекрасные аранжировки, полные звонких гитар, баритоновой гармоники, бурлящих органов, пышных рогов и струнных, а также отлично сыгранного фортепиано; а также их секретное оружие, сладкий голос Саши Белл, который даёт ослепительную вспышку солнечного света, когда он появляется (как в её лилейной «The Places You’ll Call Home») и является идеальным балансом к непреклонной мрачности голоса Олсона.

## Отзывы
| Оценки критиков                   | Оценки критиков |
| Источник                          | Оценка          |
| --------------------------------- | --------------- |
| AllMusic                          | [ 1 ]           |
| The Encyclopedia of Popular Music | [ 5 ]           |
| Pitchfork Media                   | 7.0/10          |

The Ladybug Transistor получил положительные отзывы от музыкальных критиков. Критик AllMusic Тим Сендра оценил альбом на 4 из 5 и отметил что «Их нежное, барочное, цитированное камерное поп-звучание осталось полностью нетронутым; единственным следом пустыни является случайная педальная слайд-гитара. Группа, похоже, избавилась от уныния, которое слегка одолевало её предыдущую пластинку, разочаровывающий Argyle Heir 2001 года, и представила убийственную партию песен, запоминающихся и вовлекающих. Здесь есть песни, которые, несомненно, войдут в список лучших: душераздирающая струнная баллада „Song for an Ending Day“, хард-роковая (по их меркам) дорожная песня „Hangin' on the Line“, кавер на песню Джеки Де Шеннон „Splendor in the Grass“ (которая просто переливается джангловым совершенством) и задорная „In December“ (в которой есть захватывающая средняя часть, в которой рожки и струнные становятся полностью технически цветными). The Ladybug Transistor — это возвращение группы в форму, и он стоит в одном ряду с её лучшими работами. Это ставит его в один ряд с лучшей поп-музыкой, создаваемой сегодня».
Энциклопедия популярной музыки написала The Encyclopedia of Popular Music, что «смесь AOR-рока 70-х годов и тоскливого камерного поп-рока сделала альбом одним из самых приятных сюрпризов года». Tucson Weekly назвал альбом «лучшей записью группы», написав, что он «взлетает ввысь и проносится через 13 песен, сыгранных на 12-струнных гитарах, клавишных, струнных и рожках».

## Список композиций
1. «These Days In Flames»
2. «In December»
3. «3=Wild»
4. «Song For The Ending Day»
5. «Choking On Air»
6. «The Places You’ll Call Home»
7. «Gospel»
8. «Please Don’t Be Long»
9. «NY-San Anton»
10. «Hangin' On The Line»
11. «A Burial At Sea»
12. «Splendor In The Grass»
13. «The Last Gent»